# Milford Sound / Piopiotahi
Milford Sound (māori: Piopiotahi, uradno objavljen kot Milford Sound / Piopiotahi) je fjord na jugozahodu novozelandskega Južnega otoka znotraj narodnega parka Fiordland, morskega rezervata Piopiotahi (Milford Sound) in območja svetovne dediščine Te Wahipounamu. Mednarodna raziskava (2008 Travellers' Choice Destinations Awards, ki jo je podelil TripAdvisor) je bila ocenjena za najboljšo potovalno destinacijo na svetu in je priznana kot najbolj znana turistična destinacija Nove Zelandije. Rudyard Kipling ga je imenoval osmo svetovno čudo. Do fjorda se najpogosteje dostopa po cesti (državna avtocesta 94) s turističnim avtobusom, pri čemer se cesta konča v majhni vasici, tudi imenovani Milford Sound.

## Etimologija
Milford Sound / Piopiotahi je eden od približno 90 krajev, ki so prejeli dvojno ime kot del dogovora v [[pogodba iz Waitangija|pogodbi iz Waitangije| iz leta 1998 z Ngāi Tahujem, glavno māori iwi (pleme), s čimer so priznali pomen fjorda za Māore in Pākehā Novozelandce. To ime je sestavljeno iz maorskega imena in prejšnjega evropskega imena, ki se uporabljata skupaj kot eno ime, namesto kot zamenljiva nadomestna imena.
V te reo Māori je fjord znan kot Piopiotahi po zdaj izumrlem piopiju, drozgu podobni ptici, ki je nekoč živela na Novi Zelandiji. Po maorski legendi o Māuiju, ki je skušal človeštvu pridobiti nesmrtnost, je po Māuijevi smrti en sam piopio v žalovanju odletel v fjord. Ime Piopiotahi se nanaša na to ptico, pri čemer tahi v maorščini pomeni 'eden'. Evropsko ime je fjord dobil leta 1823, ko ga je lovec na tjulnje John Grono poimenoval Milford Sound po Milford Havenu v svojem rojstnem kraju Walesu. Reka Cleddau, ki se izliva v fjord, je prav tako dobila ime po valižanskem soimenjaku.

## Geografija
Kot fjord je Milford Sound nastal s procesom poledenitve v milijonih let. Vas na koncu fjorda je znana tudi kot Milford Sound.
Milford Sound sega 15 kilometrov v notranjost od Tasmanovega morja pri Dale Pointu (imenovanem tudi po lokaciji blizu Milford Haven v Walesu) – ustju fjorda – in je obdan s strmimi skalami, ki se dvigajo 1200 metrov ali več na obeh straneh. Med vrhovi sta Slon s 1517 m, ki naj bi spominjal na slonovo glavo, in Lev s 1302 m v obliki čepečega leva.
Milford Sound ima dva stalna slapova, Lady Bowen Falls in Stirling Falls. Po močnem deževju je mogoče videti začasne slapove, ki se spuščajo po strmih stenah, ki obkrožajo fjord. Hrani jih mah, prepojen z deževnico, in bodo zdržali največ nekaj dni, ko bo dež prenehal.

### Podnebje
S povprečno letno količino padavin 6412 mm vsako leto, kar je visoka celo za zahodno obalo, je Milford Sound znan kot najbolj mokro naseljeno mesto na Novi Zelandiji in eno najbolj mokrih na svetu. Padavine lahko dosežejo 250 mm v 24 urah. Padavine ustvarjajo na desetine začasnih slapov (pa tudi več večjih, trajnejših), ki se spuščajo po stenah pečin, nekateri dosežejo tisoč metrov dolžine. Manjši slapovi s takšnih višin morda nikoli ne bodo dosegli dna zaliva, odnesel jih bo veter.
Nakopičena deževnica lahko včasih povzroči, da deli deževnega gozda izgubijo oprijem na strmih stenah pečin, kar povzroči plazove dreves v fjord. Ponovno rast deževnega gozda po teh plazovih je mogoče videti na več lokacijah ob fjordu.

### Divje živali
Milford Sound je dom številnim morskim sesalcem, vključno novozelandski morski medved (Arctocephalus forsteri) in najjužnejša divja populacija delfinov pliskavk. Zlasti kita grbavca in južnmorskega kita, vse pogosteje opazujejo zaradi okrevanja vsake vrste. Pingvini so pogosti tudi znotraj fjorda, ki je mesto razmnoževanja Fiordlandskega pingvina (Eudyptes pachyrhynchus) in ga je BirdLife International kasneje opredelil kot pomembno območje za ptice.
Zaradi velike količine padavin v Milford Soundu in gostote slane vode je površina plast sladke vode, ki vsebuje tanine iz okoliškega deževnega gozda. To filtrira velik del sončne svetlobe, ki vstopi v vodo, kar omogoča, da je vrsta črnih koral najdena na globinah do 10 metrov, bistveno bližje površini kot običajno.

## Zgodovina
Evropski raziskovalci so sprva spregledali Milford Sound, ker se zdi, da njegov ozek vstop ne vodi v tako obsežne notranje zalive. Kapitani jadrnic, kot je James Cook, ki je ravno zaradi tega razloga na svojih potovanjih zaobšel Milford Sound, so se tudi bali, da bi se podali preblizu strmim gorskim pobočjem, saj so se bali, da bi vetrovne razmere preprečile pobeg.
Fjord je bil igrišče za lokalne Māore, ki so pridobili veliko količino lokalnega morskega znanja, vključno z vzorci plimovanja in vzorci hranjenja rib skozi generacije pred prihodom Evropejcev. Evropejci tega fjorda niso odkrili, dokler ga kapitan John Grono ni odkril okoli leta 1812 in ga poimenoval Milford Haven po svoji domovini v Walesu. Kapitan John Lort Stokes je kasneje Milford Haven preimenoval v Milford Sound. Po sprejetju zakona Ngāi Tahu Claims Settlement Act iz leta 1998 je bilo ime fjorda uradno spremenjeno v Milford Sound / Piopiotahi.
Medtem ko je Fiordland kot tak ostal eno najmanj raziskanih območij Nove Zelandije do 20. stoletja, je naravna lepota Milford Sounda kmalu pritegnila nacionalno in mednarodno slavo ter leta 1888 pripeljala do odkritja prelaza McKinnon, ki je kmalu postal del nove pohodne poti Milford Track, zgodnja pohodniška turistična pot. Istega leta je bilo odkrito nizko razvodno sedlo med rekama Hollyford in reko Cleddau, kjer naj bi približno šestdeset let pozneje zgradili predor Homer, da bi zagotovili cestni dostop.
Po popisu leta 2006 je v Milford Soundu živelo samo 120 ljudi, večina jih je delala v turizmu ali naravovarstvu.

## Turizem
Milford Sound privabi med 550.000 in 1 milijon obiskovalcev na leto. Zaradi tega je Sound ena izmed najbolj obiskanih turističnih točk Nove Zelandije, tudi zaradi svoje oddaljene lokacije in dolgega časa potovanja od najbližjih naseljenih središč. Veliko turistov se odpravi na izlet z ladjo, ki običajno traja eno do dve uri. Ponuja jih več podjetij, ki odhajajo iz centra za obiskovalce Milford Sound.
Možno je pohodništvo, vožnja s kanujem in nekateri drugi vodni športi. Manjše število podjetij ponuja tudi nočne izlete z ladjo. Obstaja sicer le omejena namestitev ob zalivu in le zelo majhen odstotek turistov ostane več kot en dan. Turisti običajno ostanejo v Te Anau ali Queenstownu.
Milford Discovery Center & Underwater Observatory je v zalivu Harrisons Cove na severni strani fjorda. Podvodni observatorij, ki je znotraj morskega rezervata Piopiotahi, obiskovalcem omogoča ogled edinstvenega morskega okolja fjorda na globini 10 metrov. Zaradi naravnega pojava, imenovanega »izhajanje globoke vode«, je globokomorske živali, kot je črna korala, mogoče opazovati v plitvih vodah, ki obkrožajo observatorij. Temna površinska plast sladke vode, rjavo obarvana s tanini iz okoliškega gozda, skupaj z nizkimi temperaturami vode omogoča črnim koralam, da rastejo blizu površine po Milford Soundu in Fiordlandu.
Milford Sound je tudi cilj ladij za križarjenje.
- Pečine in slapovi po sušnem obdobju, z dvonadstropno turistično ladjo, ki zagotavlja relativno velikost
- Mitre Peak, ki se dviga nad Milford Sound

### Razlitje dizelskega goriva
8. februarja 2004 so odkrili razlitje 13.000 litrov dizelskega goriva, kar je povzročilo razlitje v dolžini 2 km, ki je za dva dni zaprlo fjord, medtem ko so se končale intenzivne sanacijske dejavnosti. Za izpodrivanje goriva iz rezervoarjev ene od turističnih ladij je bila očitno uporabljena cev, različni vladni uradniki pa so trdili, da gre za dejanje ekoterorizma, ki ga je motiviralo naraščajoče število turistov v park, čeprav več podrobnosti ni bilo. postati znan. Razlitje je bilo odstranjeno in zdi se, da je vpliv na divje živali minimalen.

## Zunanje povzave
- Milford Sound—Destination Fiordland (regional tourism organisation)
- Map Chooser Land Information NZ Site – for downloading the Milford Sound / Piopiotahi topographic map